# Hypena tamsi
Hypena tamsi là một loài bướm đêm trong họ Erebidae.